# Fussballclub Winterthur 2012-2013
Questa voce raccoglie le informazioni riguardanti il Fussballclub Winterthur nelle competizioni ufficiali della stagione 2012-2013.

## Stagione
Nella stagione 2012-2013 il Winterthur, allenato da Boro Kuzmanović, concluse il campionato di Challenge League al 3º posto. In Coppa Svizzera il Winterthur fu eliminato al secondo turno dal Köniz.

## Rosa
| N. |                        | Ruolo | Calciatore             |
| -- | ---------------------- | ----- | ---------------------- |
| 1  | Brasile (bandiera)     | P     | Christian Leite        |
| 1  | Svizzera (bandiera)    | P     | Matthias Minder        |
| 2  | Grecia (bandiera)      | D     | Savvas Exouzidīs       |
| 3  | Svizzera (bandiera)    | D     | Nick von Niederhäusern |
| 4  | Svizzera (bandiera)    | C     | Nicola Zuffi           |
| 5  | Svizzera (bandiera)    | D     | Stefan Iten            |
| 6  | Svizzera (bandiera)    | D     | Daniel Sereinig        |
| 7  | Paesi Bassi (bandiera) | C     | Kristian Kuzmanovic    |
| 8  | Svizzera (bandiera)    | C     | Remo Freuler           |
| 9  | Svizzera (bandiera)    | A     | Patrick Bengondo       |
| 11 | Svizzera (bandiera)    | C     | Michel Sprunger        |
| 11 | Svizzera (bandiera)    | A     | Janko Pacar            |
| 13 | Svizzera (bandiera)    | D     | Beg Ferati             |
| 15 | Svizzera (bandiera)    | D     | Patrik Schuler         |

| N. |                                 | Ruolo | Calciatore         |
| -- | ------------------------------- | ----- | ------------------ |
| 17 | Serbia (bandiera)               | A     | Altin Osmani       |
| 19 | Croazia (bandiera)              | C     | Mario Budimir      |
| 19 | Croazia (bandiera)              | C     | Josip Uzelac       |
| 20 | Svizzera (bandiera)             | C     | Luca Russheim      |
| 21 | Svizzera (bandiera)             | C     | Denis Simijonovic  |
| 22 | Svizzera (bandiera)             | C     | Marco Aratore      |
| 23 | Svizzera (bandiera)             | D     | Jonas Elmer        |
| 24 | Italia (bandiera)               | C     | Luca Radice        |
| 25 | Bosnia ed Erzegovina (bandiera) | D     | Sead Jakupović     |
| 26 | Svizzera (bandiera)             | A     | Kevin Hediger      |
| 27 | Zimbabwe (bandiera)             | A     | Newton Ben Katanha |
| 28 | Svizzera (bandiera)             | P     | Yannick Bünzli     |
| 29 | Svizzera (bandiera)             | C     | Ariel Dakouri      |

## Organigramma societario
Area tecnica
- Allenatore: Boro Kuzmanović
- Allenatore in seconda: Dario Zuffi
- Preparatore dei portieri: Paolo Cesari
- Preparatori atletici:

## Calciomercato

### Sessione estiva
| Acquisti | Acquisti          | Acquisti      | Acquisti |
| R.       | Nome              | da            | Modalità |
| -------- | ----------------- | ------------- | -------- |
| C        | Maurice Brunner   | Zurigo        |          |
| C        | Denis Simijonovic | Grasshoppers  |          |
| C        | Nicola Zuffi      | Winterthur II |          |

| Cessioni | Cessioni       | Cessioni       | Cessioni |
| R.       | Nome           | a              | Modalità |
| -------- | -------------- | -------------- | -------- |
| A        | Goran Antić    | Aarau          |          |
| D        | Dominik Ritter | Newcastle Jets |          |
| D        | Raymond Tinner | Tuggen         |          |
| C        | Luca Zuffi     | Thun           |          |

### Sessione invernale
| Acquisti | Acquisti      | Acquisti   | Acquisti |
| R.       | Nome          | da         | Modalità |
| -------- | ------------- | ---------- | -------- |
| D        | Beg Ferati    | Friburgo   |          |
| C        | Marco Aratore | Basilea II |          |
| D        | Jonas Elmer   | Sion II    |          |
| C        | Ariel Dakouri | Utd Zurigo |          |
| A        | Janko Pacar   | Lucerna    |          |

| Cessioni | Cessioni        | Cessioni   | Cessioni |
| R.       | Nome            | a          | Modalità |
| -------- | --------------- | ---------- | -------- |
| C        | Sven Lüscher    | Aarau      |          |
| P        | Sascha Studer   | Babelsberg |          |
| C        | Maurice Brunner | Zurigo     |          |
| C        | Ermir Lenjani   | San Gallo  |          |

## Risultati

### Challenge League

#### Prima fase, girone di andata
| Arbitro: | Huwiler |

|  |           |                                                         |
|  | Marcatori | 43’, 56’ Kuzmanovic 60’ Sereinig 61’ Radice 85’ Katanha |

| Arbitro: | Erlachner |

|                              |           |  |
| Exouzidīs 23’ Kuzmanovic 90’ | Marcatori |  |

| Arbitro: | Fähndrich |

|  |           |                   |
|  | Marcatori | 69’ (rig.) Gaspar |

| Arbitro: | Schärer |

|  |           |                     |
|  | Marcatori | 13’ (rig.) Bengondo |

| Arbitro: | Carrell |

|              |           |  |
| Bengondo 70’ | Marcatori |  |

| Arbitro: | Pache |

|                                   |           |             |
| Ioniță 32’ Callà 44’ Foschini 89’ | Marcatori | 16’ Schuler |

| Arbitro: | Gut |

|                                 |           |                         |
| Doudin 14’ Ukoh 31’ Morello 66’ | Marcatori | 4’ Lenjani 40’ Bengondo |

| Arbitro: | San |

|                                              |           |           |
| Freuler 8’ Kuzmanovic 37’ (rig.) Lüscher 65’ | Marcatori | 23’ Bašić |

| Arbitro: | Huwiler |

|                          |           |                                     |
| Exouzidīs 7’ Lüscher 78’ | Marcatori | 70’ Muslin 74’ Steuble 90’ Mouangue |

#### Prima fase, girone di ritorno
| Arbitro: | Kever |

|          |           |             |
| Mveng 9’ | Marcatori | 77’ Brunner |

| Arbitro: | Schnyder |

|             |           |              |
| Lüscher 32’ | Marcatori | 26’ Adeshina |

| Arbitro: | Fähndrich |

|                 |           |  |
| Iten 16’ (aut.) | Marcatori |  |

| Arbitro: | San |

|                        |           |                     |
| Radice 20’ Lüscher 39’ | Marcatori | 89’ (rig.) Paçarizi |

| Arbitro: | Schärer |

|            |           |                                     |
| Sadiku 23’ | Marcatori | 38’ (rig.) Kuzmanovic 42’ Exouzidīs |

| Arbitro: | Bieri |

|                 |           |                                                         |
| Ivanishvili 33’ | Marcatori | 16’ (rig.), 67’, 87’ Kuzmanovic 78’ Lenjani 82’ Lüscher |

| Arbitro: | Pache |

|                                          |           |             |
| Sereinig 14’ Radice 35’ Lüscher 63’, 73’ | Marcatori | 42’ Morello |

| Winterthur 26 novembre 2012, ore 19:45 CET 17ª giornata | Winterthur | 0 – 0 referto | Aarau | Stadion Schützenwiese (4 000 spett.)\| Arbitro: \| Zimmermann \| |
| Arbitro:                                                | Zimmermann |               |       |                                                                  |

| Arbitro: | Gut |

|                                  |           |  |
| Mouangue 2’, 31’, 45’ Audino 76’ | Marcatori |  |

#### Seconda fase, girone di andata
| Arbitro: | Jancevski |

|              |           |  |
| Bengondo 69’ | Marcatori |  |

| Arbitro: | Gut |

|             |           |          |
| Ciccone 70’ | Marcatori | 3’ Pacar |

| Arbitro: | San |

|                                |           |             |
| Kuzmanovic 24’ (rig.) Iten 62’ | Marcatori | 47’ Bottani |

| Arbitro: | Winter |

|                                  |           |             |
| Ioniță 41’ Callà 60’ Staubli 81’ | Marcatori | 8’ Bengondo |

| Arbitro: | Jancevski |

|                |           |  |
| Holenstein 57’ | Marcatori |  |

| Arbitro: | Schärer |

|                                    |           |             |
| Freuler 21’ (rig.), 25’ Ferati 65’ | Marcatori | 32’ Pimenta |

| Arbitro: | Graf |

|                  |           |                                                          |
| Morello 49’, 54’ | Marcatori | 35’ (rig.) Kuzmanovic 36’ Aratore 66’ Elmer 77’ Bengondo |

| Arbitro: | Jancevski |

|                            |           |                                        |
| Aratore 52’ Kuzmanovic 90’ | Marcatori | 55’ Monighetti 59’ Varga 64’ Bilinovac |

| Arbitro: | Schärer |

|  |           |                              |
|  | Marcatori | 10’ (rig.) Yakın 31’ Schürpf |

#### Seconda fase, girone di ritorno
| Arbitro: | San |

|  |           |              |
|  | Marcatori | 18’ Bengondo |

| Arbitro: | Gut |

|              |           |  |
| Bengondo 69’ | Marcatori |  |

| Arbitro: | Fähndrich |

|  |           |                          |
|  | Marcatori | 64’ Aratore 83’ Bengondo |

| Arbitro: | Jancevski |

|                   |           |  |
| Bengondo 51’, 86’ | Marcatori |  |

| Arbitro: | Studer |

|                                           |           |                |
| D'Angelo 51’ Marchesano 61’ Rodríguez 83’ | Marcatori | 89’ Kuzmanovic |

| Arbitro: | Schnyder |

|  |           |                        |
|  | Marcatori | 10’ Pacar 87’ Bengondo |

| Arbitro: | Gut |

|                                   |           |  |
| Pacar 49’ Aratore 69’ Katanha 89’ | Marcatori |  |

| Arbitro: | Superczynski |

|                       |           |                   |
| Radice 69’ Ferati 80’ | Marcatori | 47’, 53’ Emmanuel |

| Arbitro: | Gut |

|                         |           |             |
| Bičvić 33’ Paçarizi 67’ | Marcatori | 57’ Aratore |

### Coppa Svizzera
| 15 settembre 2012, ore 17:00 CEST Primo turno | Eschenbach | 0 – 1 | Winterthur |  |

| 10 novembre 2012, ore 16:00 CET Secondo turno | Köniz | – | Winterthur |  |

## Statistiche

### Statistiche di squadra
| Competizione     | Punti | In casa | In casa | In casa | In casa | In casa | In casa | In trasferta | In trasferta | In trasferta | In trasferta | In trasferta | In trasferta | Totale | Totale | Totale | Totale | Totale | Totale | DR  |
| Competizione     | Punti | G       | V       | N       | P       | Gf      | Gs      | G            | V            | N            | P            | Gf           | Gs           | G      | V      | N      | P      | Gf     | Gs     | DR  |
| ---------------- | ----- | ------- | ------- | ------- | ------- | ------- | ------- | ------------ | ------------ | ------------ | ------------ | ------------ | ------------ | ------ | ------ | ------ | ------ | ------ | ------ | --- |
| Challenge League | 62    | 18      | 11      | 3       | 4       | 31      | 17      | 18           | 8            | 2            | 8            | 30           | 26           | 36     | 19     | 5      | 12     | 61     | 43     | +18 |
| Coppa Svizzera   | -     | 0       | 0       | 0       | 0       | 0       | 0       | 1            | 1            | 0            | 0            | 1            | 0            | 1      | 1      | 0      | 0      | 1      | 0      | +1  |
| Totale           | 62    | 18      | 11      | 3       | 4       | 31      | 17      | 19           | 9            | 2            | 8            | 31           | 26           | 37     | 20     | 5      | 12     | 62     | 43     | +19 |

### Andamento in campionato
| Giornata  | 1 | 2 | 3 | 4 | 5 | 6 | 7 | 8 | 9 | 10 | 11 | 12 | 13 | 14 | 15 | 16 | 17 | 18 | 19 | 20 | 21 | 22 | 23 | 24 | 25 | 26 | 27 | 28 | 29 | 30 | 31 | 32 | 33 | 34 | 35 | 36 |
| --------- | - | - | - | - | - | - | - | - | - | -- | -- | -- | -- | -- | -- | -- | -- | -- | -- | -- | -- | -- | -- | -- | -- | -- | -- | -- | -- | -- | -- | -- | -- | -- | -- | -- |
| Luogo     | T | C | C | T | C | T | T | C | C | T  | C  | T  | C  | T  | T  | C  | C  | T  | C  | T  | C  | T  | T  | C  | T  | C  | C  | T  | C  | T  | C  | T  | T  | C  | C  | T  |
| Risultato | V | V | P | V | V | P | P | V | P | N  | N  | P  | V  | V  | V  | V  | N  | P  | V  | N  | V  | P  | P  | V  | V  | P  | P  | V  | V  | V  | V  | P  | V  | V  | N  | P  |
| Posizione | 1 | 1 | 1 | 1 | 1 | 2 | 3 | 2 | 2 | 2  | 3  | 3  | 3  | 3  | 3  | 2  | 2  | 3  | 3  | 3  | 3  | 3  | 4  | 4  | 3  | 3  | 3  | 3  | 3  | 3  | 3  | 3  | 3  | 3  | 3  | 3  |

Legenda:

Luogo: C = Casa; T = Trasferta. Risultato: V = Vittoria; N = Pareggio; P = Sconfitta.

### Statistiche dei giocatori
| M. Aratore           | 18 | 5  | 1 | 0 |
| P. Bengondo          | 34 | 12 | 5 | 1 |
| M. Brunner           | 6  | 1  | 0 | 0 |
| M. Budimir           | 1  | 0  | 0 | 0 |
| Y. Bünzli            | 0  | 0  | 0 | 0 |
| A. Dakouri           | 1  | 0  | 0 | 0 |
| J. Elmer             | 18 | 1  | 1 | 0 |
| S. Exouzidīs         | 17 | 3  | 1 | 0 |
| B. Ferati            | 17 | 2  | 5 | 0 |
| R. Freuler           | 35 | 3  | 6 | 0 |
| K. Hediger           | 2  | 0  | 0 | 0 |
| S. Iten              | 34 | 1  | 8 | 0 |
| S. Jakupović         | 0  | 0  | 0 | 0 |
| B. Katanha           | 12 | 2  | 0 | 0 |
| K. Kuzmanovic        | 33 | 12 | 3 | 0 |
| C. Leite             | 35 | 0  | 1 | 0 |
| E. Lenjani           | 16 | 2  | 2 | 0 |
| S. Lüscher           | 18 | 7  | 2 | 0 |
| M. Minder            | 1  | 0  | 0 | 0 |
| A. Osmani            | 27 | 0  | 1 | 0 |
| J. Pacar             | 16 | 3  | 2 | 0 |
| L. Radice            | 34 | 4  | 3 | 0 |
| L. Russheim          | 3  | 0  | 0 | 0 |
| P. Schuler           | 21 | 1  | 8 | 0 |
| D. Sereinig          | 17 | 2  | 0 | 0 |
| D. Simijonovic       | 19 | 0  | 2 | 1 |
| M. Sprunger          | 10 | 0  | 1 | 0 |
| S. Studer            | 0  | 0  | 0 | 0 |
| J. Uzelac            | 0  | 0  | 0 | 0 |
| N. Zuffi             | 5  | 0  | 2 | 0 |
| N. von Niederhäusern | 29 | 0  | 2 | 0 |